# Бойкова, Александра Игоревна
Алекса́ндра И́горевна Бойко́ва (род. 20 января 2002, Санкт-Петербург) — российская фигуристка, выступающая в парном катании с Дмитрием Козловским. Они являются чемпионами Европы (2020), бронзовыми призёрами чемпионата мира (2021), двукратными бронзовыми призёрами чемпионата Европы (2019, 2022), двукратными чемпионами России (2020, 2023), четырёхкратными серебряными призёрами чемпионата России (2021, 2022, 2024, 2025), серебряными призёрами юниорского чемпионата мира (2017).
Мастер спорта России международного класса (2019) Заслуженный мастер спорта России (2021).

## Карьера

### Ранние годы
Бойкова начала учиться кататься на коньках в 2006 году. Сначала Александра выступала как одиночница. Тренировалась она в группе Алексея Николаевича Мишина. Но в середине 2015 года Александра решила перейти в парное катание, по причине средних результатов в женском одиночном катании.

### Переход в парное катание
В ноябре 2015 года, Бойкова встала в пару со своим партнёром Дмитрием Козловским (он начал кататься под фамилией Нехвядович), который перешел в эту дисциплину на несколько месяцев раньше. Артур Минчук в Санкт-Петербурге стал тренером пары.

### Сезон 2016/2017: серебро на юниорском Чемпионате мира
Первый международный старт пары Бойкова и Козловский произошёл в сентябре 2016 года на юниорском этапе Гран-при в Мордовии, по итогам которого они завоевали серебряную медаль. На тот момент пара существовала всего лишь 10 месяцев. На втором этапе Гран-при они заняли 4 место, что позволило им попасть в финал юниорского Гран-при на котором пара выиграла бронзовые медали, обновив лучший результат в карьере — 159.72. На своём первом взрослом Чемпионате России Александра со своим партнёром заняла 6 место. В феврале 2017 года Бойкова и Козловский выиграли Первенство России среди юниоров. На своём первом юниорском Чемпионате мира пара выиграла серебро, уступив лишь австралийцам Александровской/Уиндзор.

### Сезон 2017/2018
Бойкова и Козловский выиграли две медали на юниорской серии Гран-при 2017 года. Сначала они выиграли серебро в Риге, а затем бронзу в Загребе. С этими результатами они попали в финал Гран-при, где заняли пятое место.
В октябре 2017 года Бойкова и Козловский дебютировали на международном взрослом уровне, выступив на турнире серии «Челленджер» Minsk-Arena Ice Star, где они завоевали золотую медаль. Месяц спустя они выступили на Кубке Варшавы, где завоевали серебряную медаль. На Чемпионате России Александра и Дмитрий заняли пятое место, улучшив на одну строчку прошлогоднее достижение. По итогам Первенства России пара не попала на юниорский Чемпионат мира и завершила сезон.

### Сезон 2018/2019: первый сезон на взрослом уровне

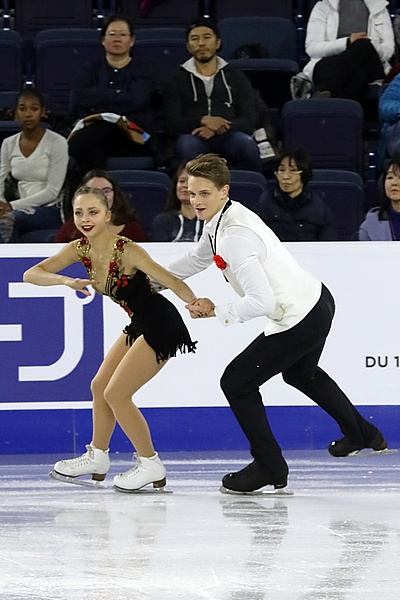
А. Бойкова и Д. Козловский на этапе Гран-при в Канаде (2018)

Перед началом сезона Бойкова и Козловский объявили, что окончательно переходят на взрослый уровень. Сезон они начали с выигрыша двух медалей турниров серии «Челленджер». Сначала они завоевали серебряную медаль в Италии на традиционном турнире Lombardia Trophy, а затем бронзовую медаль на Finlandia Trophy.
В конце октября Александра и Дмитрий дебютировали на этапах взрослой серии Гран-при на Skate Canada, где они заняли четвёртое место с лучшим личным результатом, который теперь составляет 196,54 балла. В произвольной программе пара заняла второе место. На втором для них этапе во Франции пара заняла третье место, впервые став призёрами взрослого этапа Гран-при. При этом, Бойкова и Козловский выиграли короткую программу, но в произвольной допустили ошибки на параллельном прыжке (вместо запланированного каскада в зачёт пошёл лишь тройной тулуп) и выбросе, опустившись на третье итоговое место, и этот результат не позволил им выйти в финал Гран-при.
На чемпионате России 2019 года Бойкова и Козловский впервые попали на пьедестал почёта, заняв третье место. По итогам турнира пара вошла в заявку на чемпионат Европы, который прошёл в Минске. 23 января пара выступила в короткой программе, и заняла четвёртое место, уступив 1,12 балла итальянцам Николь Делла Монике и Маттео Гуаризе. На следующий день Бойкова и Козловский выступили в произвольной программе, за весь прокат допустив единственную ошибку на каскаде (исполнив только тройной тулуп). Получив за компоненты оценки схожие с итальянской парой, россияне оказались лучше по оценке за технику на 2 балла. Этого им хватило для того, чтобы обогнать итальянцев в итоговом протоколе и впервые в карьере завоевать медали крупного чемпионата. На дебютном чемпионате мира Александра и Дмитрий заняли шестое место.

### Сезон 2019/2020: победа на чемпионате Европы
Начали сезон на турнире Shanghai Trophy, где заняли второе место. В конце октября выступили на втором этапе серии Гран-при Александра Бойкова и Дмитрий Козловский после исполнения короткой программы улучшили личный рекорд в сезоне и получили за прокат 76,45 баллов, опередив соперников. В произвольной программе спортсмены также сохранили лидерство и набрали 140,26 баллов. С итоговым результатом 216,71 фигуристы стали победителями Skate Canada.
В ноябре приняли участие в пятом этапе серии Гран-при Rostelecom Cup в Москве. По итогам короткой программы расположились на первом месте 80,14 баллов. В произвольной программе расположились также на 1 месте и улучшили личный рекорд и получили 149,34 баллов.По сумме двух программ Александра Бойкова и Дмитрий Козловский заработали 229,48 и стали победителями турнира.
В декабре выступили в финале Гран-при. После короткой программы расположились на промежуточном 2 месте 76,65 баллов, но, сделав ошибки в произвольной, заняли лишь четвёртое место с суммой баллов 201,84.
В конце декабря выступили на чемпионате России в Красноярске. После короткой программы расположились на промежуточном 2 месте 80,39 баллов, в произвольной программе расположились на 1 месте 153,27 баллов, в итоге выиграли чемпионат с суммой баллов 233,66.
В январе выступили на чемпионате Европы, где после короткой расположились на 1 месте 82,34 баллов, в произвольной программе также расположились на 1 месте 152,24 баллов, в итоге выиграли чемпионат с суммой баллов 234,58 и отобрались на чемпионат мира-2020, который не состоялся из-за пандемии коронавируса.

### Сезон 2020/2021: бронза чемпионата мира
В октябре 2020 года должны были выступить на третьем этапе Кубка России в Сочи, но пропустили этот турнир из-за коронавируса у партнёра. В ноябре выступили на четвёртом этапе Кубка России в Казани, где заняли 3 место.
В конце ноябре приняли участие в третьем этапе серии Гран-при Rostelecom Cup, после короткой программы расположились на промежуточном 2 месте 78,29 баллов, в произвольной программе расположились на 1 месте 154,27 баллов, в итоге выиграли турнир с суммой баллов 232,56.
В декабре выступили на чемпионате России в Челябинске, после короткой программы занимали 2 место 77,48 баллов, в произвольной программе также заняли 2 место 147,51 баллов, в итоге завоевали серебряные медали с суммой баллов 224,99. В начале феврале пара приняла участие в коммерческом турнире Кубке Первого канала. Спортсмены попали в команду Евгении Медведевой.
В марте выступили на чемпионате мира в Стокгольме. Фигуристы великолепно откатали короткую программу и расположились на промежуточном 1 место, но в произвольной программе Бойкова упала с каскада из тройного и двойного тулупов и падение на выбросе тройного флипа и фигуристы заняли 4 место 137,47 баллов. По сумме двух программ набрали 217,63 баллов и стали бронзовыми призёрами чемпионата.

### Сезон 2021/2022: Олимпийские игры
Новый олимпийский сезон фигуристы начали на первом этапе серии Гран-при в Лас-Вегасе. После короткой программы расположились на промежуточном 2 месте 75,43 баллов, в произвольной программе расположились на 4 месте 130,10 баллов, в итоге завоевали бронзовые медали с суммой баллов 205,53.
В ноябре приняли участие в пятом этапе серии Гран-при в Гренобле (Франция), после короткой программы заняли 1 место 77,17 баллов. Несмотря на помарки в произвольной программе, спортсмены сохранили лидерство и набрали 139,79 баллов. С итоговым результатом 216,96 баллов фигуристы стали победителями Internationaux de France.
В декабре выступили на чемпионате России, где после короткой программы расположились на 2 месте 82,84 баллов, в произвольной программе также расположились на 2 месте 157,03 баллов, с суммой баллов 239,87 стали серебряными призёрами чемпионата.
В январе 2022 года фигуристы выступили на чемпионате Европы, проводившемся в Таллине. После короткой программы расположились на 3 месте 76,26 баллов, в произвольной программе расположились также на 3 месте 150,97 баллов, по сумме двух программ набрали 227,23 баллов и стали бронзовыми призёрами чемпионата.
На зимних Олимпийских играх 2022 года в Пекине после короткой программы расположились на промежуточном 4 месте с 78,59 балла, Александра коснулась льда после выброса. В произвольной программе расположились на 4 месте с 141,91 балла, Александра на выбросе совершила степ-аут. По сумме двух программ фигуристы набрали 220,50 балла и заняли 4 место.

### Сезон 2022/2023: вторая победа на чемпионате России
Контрольные прокаты сборной России, прошедшие в начале сезона, Бойковой и Козловскому пришлось пропустить из-за травмы партнёра.
Сезон 2022/2023 пара начала с участия во II этапе Гран-при России, состоявшемся в Сочи. В короткой программе спортсмены набрали 83,17 балла. В произвольной также показали лучший результат и уверенно выиграли этап с суммой 228,36.
Следующим соревнованием стал прошедший в Самаре V этап российского Гран-при. В короткой программе Бойкова и Козловский расположились на 1 месте с промежуточным результатом 84,02 балла. Спортсменам удалось безошибочно откатать произвольную программу и, набрав за неё 155,26 балла, выиграть ещё один этап Гран-при.
В конце декабря выступили на чемпионате России в Красноярске. После короткой программы спортсмены шли на промежуточном 2 месте, имея 84,32 балла. В произвольной программе, несмотря на небольшие помарки на тройном сальхове и выбросе тройном флипе, смогли выйти в лидеры со 150,07 балла и с общим результатом 234,39 балла во второй раз в карьере стали чемпионами России.
В марте приняли участие в финале Гран-при России в Санкт-Петербурге, куда отобрались благодаря двум победам на этапах. Короткую программу Бойкова и Козловский выполнили без ошибок и с результатом 83,73 балла шли на промежуточном 1 месте. В произвольной программе спортсмены не были безупречны, однако имевшегося запаса хватило для удержания лидерства и победы на турнире с результатом 239,74 балла.
После окончания сезона пара объявила о том, что будет тренироваться под руководством Этери Тутберидзе в Москве.

## Стиль катания
В качестве сильной стороны пары их тренер Артур Минчук выделял прыжки. На соревнованиях Александра и Дмитрий прыгают тройной сальхов, каскад тройной тулуп — двойной тулуп— двойной тулуп. Также в арсенале пары есть тройной риттбергер и каскад тройной тулуп — ойлер — тройной сальхов, который они исполняли на соревнованиях.

## Программы

### с Дмитрием Козловским
| Сезон     | Короткая программа | Произвольная программа | Показательные выступления |
| --------- | --- | --- | --- |

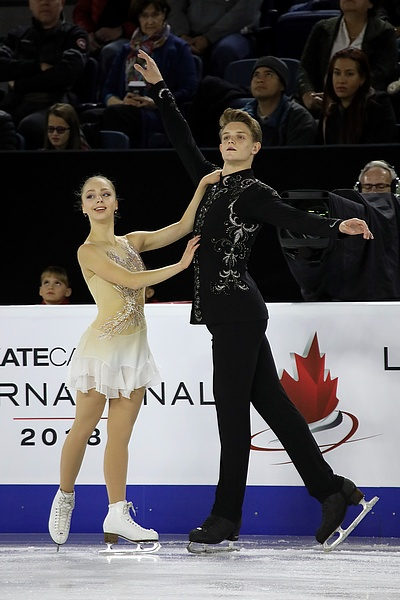
Бойкова и Козловский на Skate Canada (2018)

| 2023—2024 | - «La boheme (Stelios Remix)» Шарль Азнавур хореографы Николай Морошкин, Валерия Чистякова | - «Времена года» Антонио Вивальди аранжировка Макс Рихтер хореографы Анжелика Крылова, Николай Морошкин                                           | - «The Pink Panther Theme» (из фильма «Розовая пантера») Генри Манчини - «Party Girl» Kenya - «Batdance» - «Purple rain» Принс |
| 2022—2023 | - «Hit the Road Jack» 2WEI, Jon, Bri Bryant хореограф Николай Морошкин | - «Анна Каренина»: - «Overture» - «Time for bed» - «Dance with me» - «Too late» - «Anna’s last train» Дарио Марианелли хореограф Николай Морошкин | - «Merry Go Round of Life» (из аниме «Ходячий замок») Дзё Хисаиси хореографы Николай Морозов, Александр Жулин                  |
| 2021—2022 | - «Лебединое озеро» Пётр Ильич Чайковский хореографы Николай Морозов, Дмитрий Пимонов | - «Malaguena» Эрнесто Лекуона хореографы Николай Морозов, Дмитрий Пимонов                                                                         | - «No Time to Die» в исполнении Билли Айлиш (из фильма «Джеймс Бонд») хореограф Николай Морошкин                               |
| 2020—2021 | - «Merry Go Round of Life» (из аниме «Ходячий замок») Дзё Хисаиси хореографы Николай Морозов, Александр Жулин - «Звезда пленительного счастья» в исполнении Исаака Шварца хореограф-постановщик Александр Жулин | - «Writing’s on the Wall» София Карлберг хореограф-постановщик Николай Морозов                                                                    | - «My Way» в исполнении Андре Рьё хореографы Наталья Бестемьянова, Игорь Бобрин - «Passionata» Андреас Фолленвайдер            |
| 2019—2020 | - «My Way» в исполнении Андре Рьё хореографы Наталья Бестемьянова, Игорь Бобрин | - «Writing’s on the Wall» София Карлберг хореограф-постановщик Николай Морозов                                                                    | |
| 2018—2019 | - «Очи чёрные» в исполнении Игоря Бурко | - «Щелкунчик» Пётр Ильич Чайковский | - «Passionata» Андреас Фолленвайдер                                                                                            |
| 2017—2018 | - «Сарабанда» Александр Гольдштейн | - «Щелкунчик» Пётр Ильич Чайковский | - «Passionata» Андреас Фолленвайдер                                                                                            |
| 2016—2017 | - «Фламенко» Дидюля | - «Тристан и Изольда» Максим Родригес | |
| 2015—2016 | - «Фламенко» Дидюля | - «Список Шиндлера» Джон Уильямс | |

## Спортивные результаты
| Выступления с Дмитрием Козловским        | Выступления с Дмитрием Козловским | Выступления с Дмитрием Козловским | Выступления с Дмитрием Козловским | Выступления с Дмитрием Козловским | Выступления с Дмитрием Козловским | Выступления с Дмитрием Козловским | Выступления с Дмитрием Козловским | Выступления с Дмитрием Козловским | Выступления с Дмитрием Козловским |
| Соревнования                             | 16/17                             | 17/18                             | 18/19                             | 19/20                             | 20/21                             | 21/22                             | 22/23                             | 23/24                             | 24/25                             |
| Международные                            | Международные                     | Международные                     | Международные                     | Международные                     | Международные                     | Международные                     | Международные                     | Международные                     | Международные                     |
| ---------------------------------------- | --------------------------------- | --------------------------------- | --------------------------------- | --------------------------------- | --------------------------------- | --------------------------------- | --------------------------------- | --------------------------------- | --------------------------------- |
| Олимпийские игры                         |                                   |                                   |                                   |                                   |                                   | 4                                 |                                   |                                   |                                   |
| Чемпионаты мира                          |                                   |                                   | 6                                 |                                   | 3                                 |                                   |                                   |                                   |                                   |
| Чемпионаты Европы                        |                                   |                                   | 3                                 | 1                                 |                                   | 3                                 |                                   |                                   |                                   |
| Финалы Гран-при                          |                                   |                                   |                                   | 4                                 |                                   | C                                 |                                   |                                   |                                   |
| Этапы Гран-при. Internationaux de France |                                   |                                   | 3                                 |                                   |                                   | 1                                 |                                   |                                   |                                   |
| Этапы Гран-при. Rostelecom Cup           |                                   |                                   |                                   | 1                                 | 1                                 |                                   |                                   |                                   |                                   |
| Этапы Гран-при. Skate Canada             |                                   |                                   | 4                                 | 1                                 |                                   |                                   |                                   |                                   |                                   |
| Этапы Гран-при. Skate America            |                                   |                                   |                                   |                                   |                                   | 3                                 |                                   |                                   |                                   |
| Челленджеры. Finlandia Trophy            |                                   |                                   | 3                                 |                                   |                                   |                                   |                                   |                                   |                                   |
| Челленджеры. Lombardia Trophy            |                                   |                                   | 2                                 |                                   |                                   |                                   |                                   |                                   |                                   |
| Челленджеры. Minsk-Arena Ice Star        |                                   | 1                                 |                                   |                                   |                                   |                                   |                                   |                                   |                                   |
| Челленджеры. Warsaw Cup                  |                                   | 2                                 |                                   |                                   |                                   |                                   |                                   |                                   |                                   |
| Национальные                             |                                   |                                   |                                   |                                   |                                   |                                   |                                   |                                   |                                   |
| Чемпионаты России                        | 6                                 | 5                                 | 3                                 | 1                                 | 2                                 | 2                                 | 1                                 | 2                                 | 2                                 |
| Финал Кубка России                       |                                   |                                   |                                   |                                   |                                   |                                   | 1                                 | 2                                 | 3                                 |
| Первенство России среди юниоров          | 1                                 | 4                                 |                                   |                                   |                                   |                                   |                                   |                                   |                                   |
| Этапы Кубка России. I этап               | 4 юн.                             |                                   |                                   |                                   |                                   |                                   |                                   |                                   |                                   |
| Этапы Кубка России. II этап              |                                   |                                   |                                   |                                   |                                   |                                   | 1                                 |                                   |                                   |
| Этапы Кубка России. III этап             | 2 юн.                             |                                   |                                   |                                   |                                   |                                   |                                   | 1                                 |                                   |
| Этапы Кубка России. IV этап              |                                   |                                   |                                   |                                   | 3                                 |                                   |                                   |                                   |                                   |
| Этапы Кубка России. V этап               |                                   |                                   |                                   |                                   |                                   |                                   | 1                                 |                                   |                                   |
| Этапы Кубка России. VI этап              |                                   |                                   |                                   |                                   |                                   |                                   |                                   | 1                                 |                                   |
| Чемпионат России по прыжкам              |                                   |                                   |                                   |                                   |                                   |                                   |                                   | 2                                 |                                   |
| Национальные командные                   |                                   |                                   |                                   |                                   |                                   |                                   |                                   |                                   |                                   |
| Кубок Первого канала                     |                                   |                                   |                                   |                                   | 2                                 | 1                                 |                                   |                                   |                                   |
| Чемпионат России по прыжкам              |                                   |                                   |                                   |                                   |                                   |                                   | 3                                 | 1                                 |                                   |
| Международные среди юниоров              |                                   |                                   |                                   |                                   |                                   |                                   |                                   |                                   |                                   |
| Чемпионаты мира среди юниоров            | 2                                 |                                   |                                   |                                   |                                   |                                   |                                   |                                   |                                   |
| Финалы юниорского Гран-при               | 3                                 | 5                                 |                                   |                                   |                                   |                                   |                                   |                                   |                                   |
| Этапы юниорского Гран-при. Хорватия      |                                   | 3                                 |                                   |                                   |                                   |                                   |                                   |                                   |                                   |
| Этапы юниорского Гран-при. Германия      | 4                                 |                                   |                                   |                                   |                                   |                                   |                                   |                                   |                                   |
| Этапы юниорского Гран-при. Латвия        |                                   | 2                                 |                                   |                                   |                                   |                                   |                                   |                                   |                                   |
| Этапы юниорского Гран-при. Россия        | 2                                 |                                   |                                   |                                   |                                   |                                   |                                   |                                   |                                   |

## Детальные результаты
На чемпионатах ИСУ награждают малыми медалями за короткую и произвольную программу,

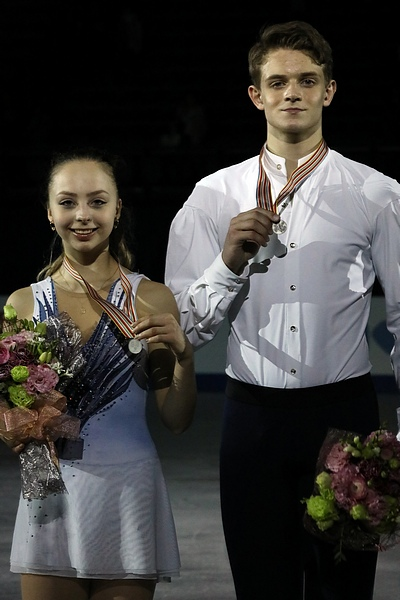
Бойкова / Козловский на чемпионате мира среди юниоров 2017

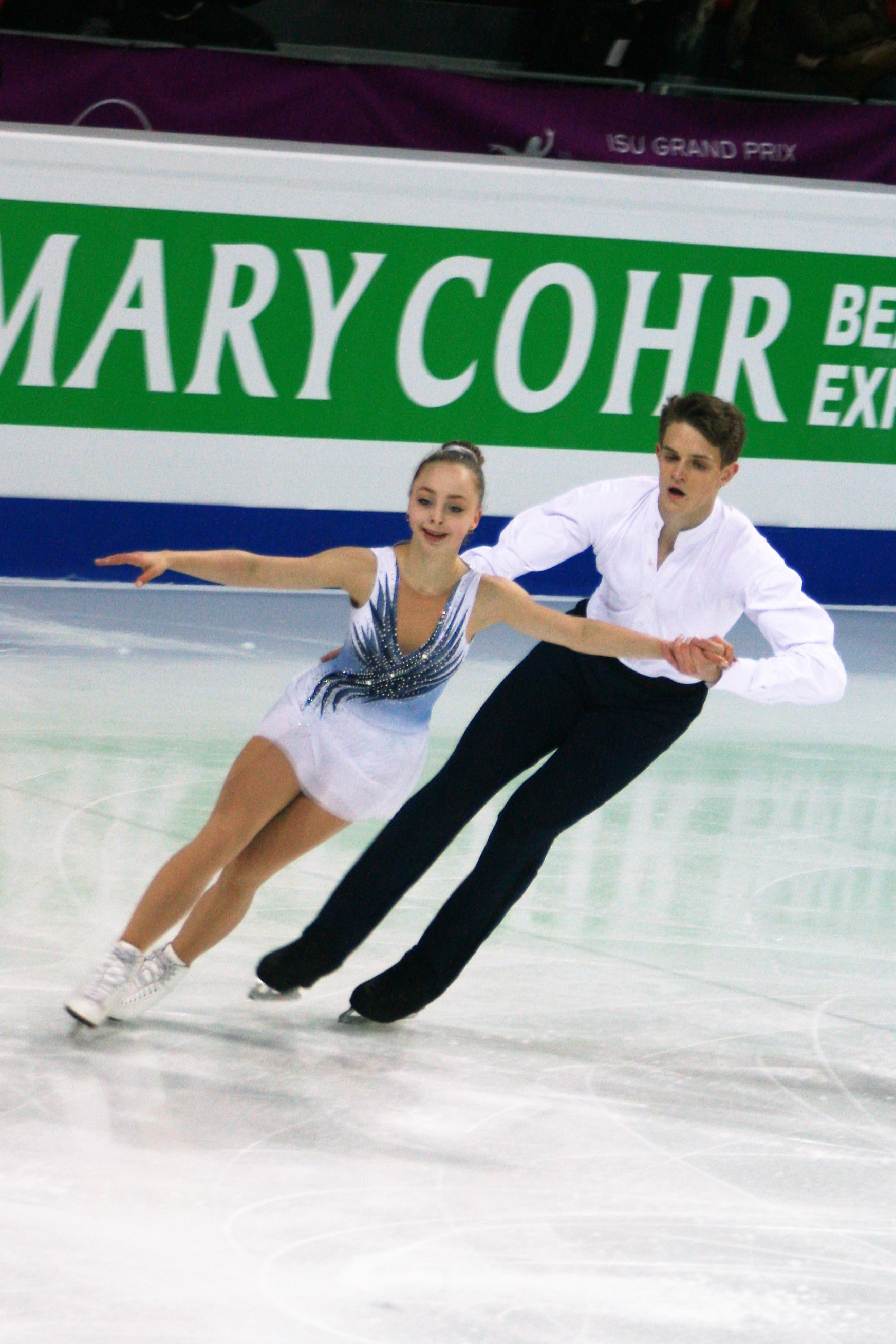
Бойкова/Козловский на финале юниорского Гран-при 2016

с Дмитрием Козловским
| Дата                | Событие                              | КП            | ПП            | Сумма         |
| Сезон 2022/23       | Сезон 2022/23                        | Сезон 2022/23 | Сезон 2022/23 | Сезон 2022/23 |
| ------------------- | ------------------------------------ | ------------- | ------------- | ------------- |
| 3—5 марта 2023      | Финал Гран-при России 2023           | 1 83,73       | 2 156,01      | 1 239,74      |
| 20—25 декабря 2022  | Чемпионат России 2023                | 2 84,32       | 1 150,07      | 1 234,39      |
| 18—20 ноября 2022   | Этапы Гран-при России. V этап        | 1 84,02       | 1 155,26      | 1 239,28      |
| 28—30 октября 2022  | Этапы Гран-при России. II этап       | 1 83,17       | 1 145,19      | 1 228,36      |
| Сезон 2021/22       |                                      |               |               |               |
| 18—19 февраля 2022  | Зимние Олимпийские игры 2022         | 4 78,59       | 4 141,59      | 4 220,50      |
| 10—16 января 2022   | Чемпионат Европы 2022                | 3 76,26       | 3 150,97      | 3 227,23      |
| 21—26 декабря 2021  | Чемпионат России 2022                | 2 82,84       | 2 157,03      | 2 239,87      |
| 19—21 ноября 2021   | Internationaux de France 2021        | 1 77,17       | 1 139,79      | 1 216,96      |
| 22—24 октября 2021  | Skate America 2021                   | 2 75,43       | 4 130,10      | 3 205,53      |
| Сезон 2020/21       |                                      |               |               |               |
| 22—28 марта 2021    | Чемпионат мира 2021                  | 1 80,16       | 4 137,47      | 3 217,63      |
| 5—7 февраля 2021    | Кубок Первого канала                 | 3 77,80       | 3 151,10      | 2К/3Л 228,90  |
| 23—27 декабря 2020  | Чемпионат России 2021                | 2 77,48       | 2 147,51      | 2 224,99      |
| 20—22 ноября 2020   | Rostelecom Cup 2020                  | 2 78,29       | 1 154,27      | 1 232,56      |
| 8—12 ноября 2020    | 4 Этап Кубка России 2020             | 2 79,61       | 3 140,69      | 3 220,30      |
| Сезон 2019/20       |                                      |               |               |               |
| 21—26 января 2020   | Чемпионат Европы 2020                | 1 82,34       | 1 152,24      | 1 234,58      |
| 24—29 декабря 2019  | Чемпионат России 2020                | 2 80,39       | 1 153,27      | 1 233,66      |
| 5—8 декабря 2019    | Финал Гран-при 2019/2020             | 2 76,65       | 5 125,19      | 4 201,84      |
| 14—11 ноября 2019   | Rostelecom Cup 2019                  | 1 80,14       | 1 149,34      | 1 229,48      |
| 24—27 октября 2019  | Skate Canada 2019                    | 1 76,45       | 1 140,26      | 1 216,71      |
| Сезон 2018/19       |                                      |               |               |               |
| 18 — 24 марта 2019  | Чемпионат мира 2019                  | 6 69,99       | 6 140,31      | 6 210,30      |
| 23—24 января 2019   | Чемпионат Европы 2019                | 4 72,58       | 3 132,70      | 3 205,28      |
| 19—23 декабря 2018  | Чемпионат России 2019                | 3 74,98       | 3 145,42      | 3 220,40      |
| 23—25 ноября 2018   | Internationaux de France 2018        | 1 68,83       | 3 121,01      | 3 189,84      |
| 26—28 октября 2018  | Skate Canada 2018                    | 4 64,57       | 2 131,97      | 4 196,54      |
| 4—7 октября 2018    | Finlandia Trophy 2018                | 2 67,81       | 3 120,73      | 3 188,54      |
| 12—16 сентября 2018 | Lombardia Trophy 2018                | 3 65,21       | 1 126,78      | 2 191,99      |
| Сезон 2017/18       |                                      |               |               |               |
| 23—26 января 2018   | Первенство России среди юниоров 2018 | 2 63,19       | 6 111,45      | 4 174,64      |
| 21—24 декабря 2017  | Чемпионат России 2018                | 5 68,20       | 5 127,60      | 5 195,80      |
| 7—10 декабря 2017   | Финал юниорского Гран-при 2017       | 6 55,92       | 5 104,88      | 5 160,80      |
| 16—19 ноября 2017   | CS Warsaw Cup 2017                   | 4 58,52       | 2 122,32      | 2 180,84      |
| 26—29 октября 2017  | CS Minsk-Arena Ice Star 2017         | 1 64,46       | 1 127,12      | 1 191,58      |
| 27—30 сентября 2017 | Этап юниорского Гран-при: Хорватия   | 1 61,23       | 3 101,98      | 3 163,21      |
| 6—9 сентября 2017   | Этап юниорского Гран-при: Латвия     | 1 56,12       | 4 97,81       | 2 153,93      |
| Сезон 2016/17       |                                      |               |               |               |
| 15—19 марта 2017    | Чемпионат мира среди юниоров 2017    | 1 61,27       | 4 100,66      | 2 161,93      |
| 1—5 февраля 2017    | Первенство России среди юниоров 2017 | 2 64,95       | 1 116,63      | 1 181,58      |
| 20—26 декабря 2016  | Чемпионат России 2017                | 8 60,77       | 6 118,24      | 6 179,01      |
| 8—11 декабря 2016   | Финал юниорского Гран-при 2016       | 4 58,75       | 3 100,97      | 3 159,72      |
| 5—9 октября 2016    | Этап юниорского Гран-при: Германия   | 4 55,58       | 3 96,87       | 4 152,45      |
| 14—18 сентября 2016 | Этап юниорского Гран-при: Россия     | 2 60,39       | 3 92,18       | 2 152,57      |

## Ведомственные награды
- Мастер спорта России международного класса (2019)[80].
- Заслуженный мастер спорта России (2021)[81]